# Isabelle d'Égypte

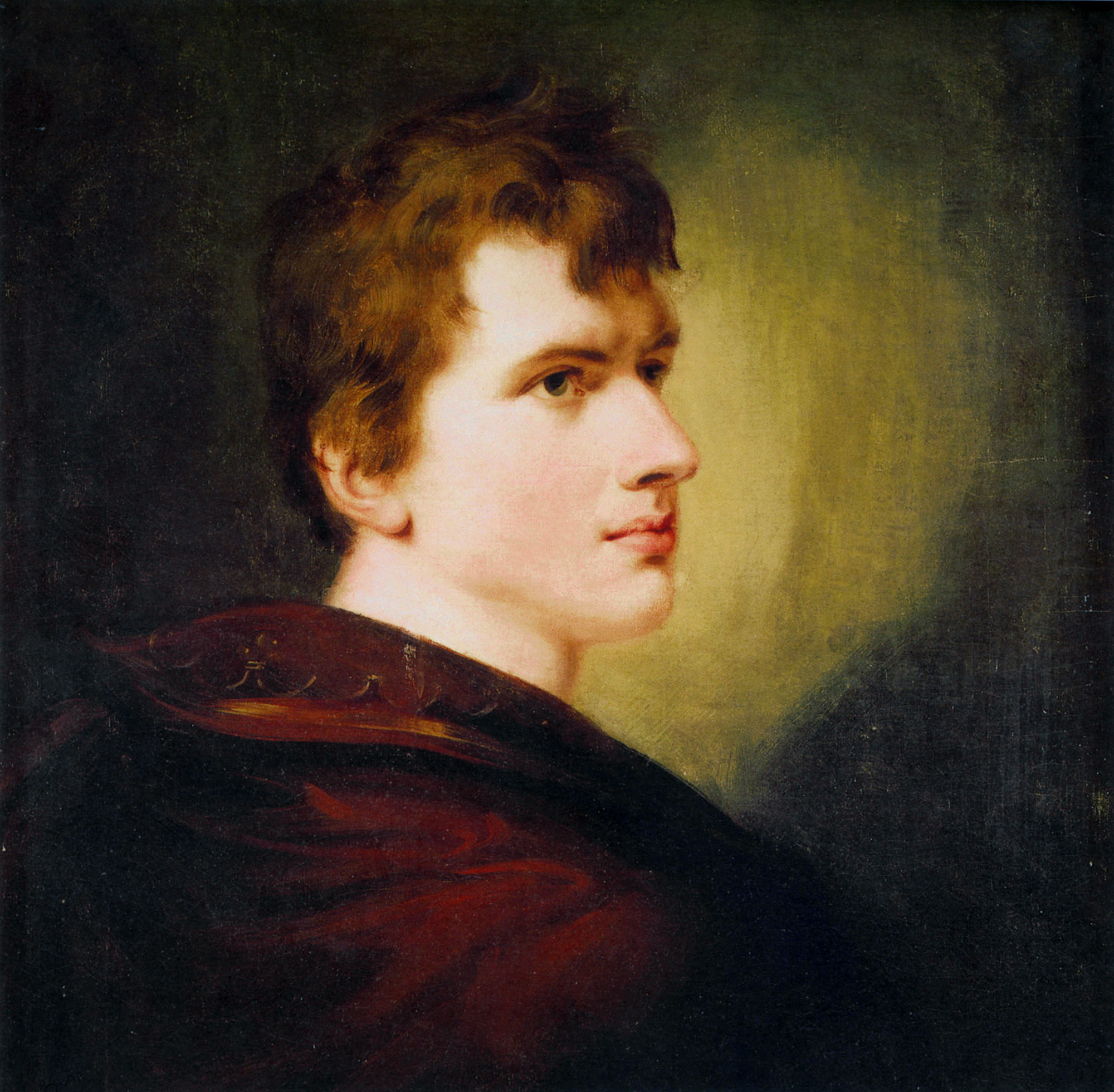
Ludwig Achim von Arnim

Isabelle d'Égypte (Isabella von Ägypten, Kaiser Karl des Fünften erste Jugendliebe : Isabelle d'Égypte, le premier amour de jeunesse de l'empereur Charles Quint) est un conte romantique d'Achim von Arnim publié en allemand en 1812 et traduit pour la première fois en français en 1856.

## Résumé
Entre autres nombreuses aventures fantastiques, Isabelle, fille du grand duc des Bohémiens, s'éprend du jeune Charles Quint qui lui fait un fils, mais qu'elle préfère quitter pour ramener le peuple des Bohémiens en Abyssinie.